# 정충신 묘
정충신 묘(鄭忠信 墓)는 대한민국 충청남도 서산시 지곡면 대요리에 있는, 조선 중기의 무신인 만운(晩雲) 정충신(1576년 ∼ 1636년) 장군의 묘소이다. 1984년 5월 17일 충청남도의 문화재자료 제210호로 지정되었다.

## 개요
조선 중기의 무신인 만운(晩雲) 정충신(1576∼1636) 장군의 묘소이다.
선조 25년(1592)에 임진왜란이 일어나자 17세에 권율 장군의 휘하에서 종군하였으며, 병조판서 이항복에게 학문을 배워 같은 해 가을에 무과에 합격하였다.
1624년에 일어난 이괄의 난을 평정하여 진무공신 1등으로 금남군에 봉해졌으며, 1627년 정묘호란 때에는 팔도부원사로 중국 청나라 군대를 철군시켰다. 1630년 평안도에서 일어난 유흥치의 난을 평정한 후 오위도총관, 포도대장 등을 거쳐 경상도 병마절도사를 역임하였다. 천문·지리·의술 등 다방면에 걸쳐 능통하였으며, 저서로는 『만운집』·『금남집』·『백사북천일록』 등이 있다.
장군의 묘는 마힐산의 국사봉 중턱에 부인과 함께 나란히 안장되어 있다.

## 같이 보기
- 정충신

## 참고 자료
- 정충신 묘 - 국가유산청 국가유산포털